# Riel kambodżański
Riel (khm. រៀល) – jednostka walutowa Kambodży. 1 riel = 100 senów.

## Symbol waluty

### Kodowanie
W standardzie Unicode symbol waluty jest kodowany na pozycji U+17DB pod nazwą: KHMER CURRENCY SYMBOL RIEL. W kodzie HTML symbol uzyskiwany jest po wpisaniu wartości: &#6107;.